# Qualifications de la zone Europe pour la Coupe du monde de rugby à XV 1999
Navigation
Qualifications Coupe du monde 1995 Qualifications Coupe du monde 2003
Les qualifications de la zone Europe pour la Coupe du monde de rugby à XV 1999 opposent 24 nations européennes du 5 octobre 1996 au 5 décembre 1998 pour déterminer les six qualifiés directs et les trois barragistes. Les équipes qualifiées rejoignent le pays de Galles et la France qui sont qualifiés d'office, le premier en tant que pays hôte, et la seconde parce que se classant troisième de l'édition 1995.
Les nations les moins fortes du rugby à XV n'ont que peu de chance de se qualifier pour la Coupe du monde, mais ce système leur permet de jouer des matchs officiels et de populariser le rugby à XV dans des régions où il est peu implanté. Les favoris sont l'Angleterre, l'Écosse et l'Irlande, puis viennent l'Italie et la Roumanie. Quant à la Géorgie, la Russie, l'Espagne et le Portugal, ils postulent à une place qualificative.

## Les participants
Angleterre,  Écosse,  Irlande,  Italie,  Roumanie,  Espagne,  Géorgie,  Pays-Bas,  Portugal,  Ukraine,  Israël,  Autriche,  Serbie et Monténégro,  Suisse,  Moldavie,  Lettonie,  Norvège,  Bulgarie,  Croatie,  Andorre,  Hongrie,  Lituanie,  Suède,  Luxembourg,  

## Tour A

### Poule 1
L'Ukraine se qualifie pour le Tour B.
| Pays           | J | V | N | D | Diff. | Pts |
| -------------- | - | - | - | - | ----- | --- |
| Ukraine        | 4 | 4 | 0 | 0 | +156  | 12  |
| RF Yougoslavie | 4 | 2 | 0 | 2 | -52   | 8   |
| Suisse         | 4 | 1 | 1 | 2 | -19   | 7   |
| Israël         | 4 | 1 | 1 | 2 | -27   | 7   |
| Autriche       | 4 | 1 | 0 | 3 | -67   | 6   |

Résultats
- 05/10/1996 Kiev (Ukraine) : Ukraine 60 - 0 RF Yougoslavie
- 26/10/1996 Vienne (Autriche) : Autriche 3 - 0 RF Yougoslavie
- 02/11/1996 Nyon (Suisse) : Suisse 0 - 30 Ukraine
- 23/11/1996 Tel Aviv (Israël) : Israël 15 - 3 Autriche
- 30/11/1996 Tel Aviv (Israël) : Israël 9 - 9 Suisse
- 01/03/1997 Belgrade (RF Yougoslavie) :  RF Yougoslavie 8 - 0 Suisse
- 26/04/1997 Vienne (Autriche) : Autriche 6 - 36 Ukraine
- 10/05/1997 Pančevo (RF Yougoslavie) :  RF Yougoslavie 10 - 7 Israël
- 17/05/1997 Odessa (Ukraine) : Ukraine 51 - 15 Israël
- 24/05/1997 Bâle (Suisse) : Suisse 31 - 3 Autriche

### Poule 2
La Croatie se qualifie pour le Tour B.
| Pays     | J | V | N | D | Diff. | Pts |
| -------- | - | - | - | - | ----- | --- |
| Croatie  | 4 | 4 | 0 | 0 | +99   | 12  |
| Lettonie | 4 | 3 | 0 | 1 | +113  | 10  |
| Moldavie | 4 | 2 | 0 | 2 | -28   | 8   |
| Norvège  | 4 | 1 | 0 | 3 | -83   | 6   |
| Bulgarie | 4 | 0 | 0 | 4 | -112  | 4   |

### Poule 3
L'Andorre se qualifie pour le Tour B.
| Pays       | J | V | N | D | Diff. | Pts |
| ---------- | - | - | - | - | ----- | --- |
| Andorre    | 4 | 4 | 0 | 0 | +74   | 12  |
| Suède      | 4 | 3 | 0 | 1 | +131  | 10  |
| Hongrie    | 4 | 2 | 0 | 2 | -29   | 8   |
| Lituanie   | 4 | 1 | 0 | 3 | -87   | 6   |
| Luxembourg | 4 | 0 | 0 | 4 | -89   | 4   |

## Tour B

### Poule 1
L'Italie et la Géorgie se qualifient pour le Tour C.
| Pays     | J | V | N | D | Diff. | Pts |
| -------- | - | - | - | - | ----- | --- |
| Italie   | 4 | 4 | 0 | 0 | +162  | 12  |
| Géorgie  | 4 | 3 | 0 | 1 | +14   | 10  |
| Croatie  | 4 | 2 | 0 | 2 | +15   | 8   |
| Russie   | 4 | 1 | 0 | 3 | -7    | 6   |
| Danemark | 4 | 0 | 0 | 4 | -180  | 4   |

### Poule 2
La Roumanie et les Pays-Bas se qualifient pour le Tour C.

La poule inclut également l'Ukraine, la Pologne et la Belgique.

### Poule 3
L'Espagne et le Portugal se qualifient pour le Tour C.

L'Allemagne, la République tchèque et Andorre complètent cette poule.

## Tour C

### Poule 1
L'Irlande et la Roumanie sont qualifiées pour la Coupe du monde de rugby 1999 et la Géorgie dispute les barrages. 
Cette poule s'est jouée à Dublin, capitale de la république d'Irlande. Chaque nation a rencontré une fois ses deux adversaires. 
| Rang | Pays     | J | V | N | D | Pm  | Pe | Diff | Pts |
| ---- | -------- | - | - | - | - | --- | -- | ---- | --- |
| 1    | Irlande  | 2 | 2 | 0 | 0 | 123 | 35 | +88  | 6   |
| 2    | Roumanie | 2 | 1 | 0 | 1 | 62  | 76 | -14  | 3   |
| 3    | Géorgie  | 2 | 0 | 0 | 2 | 23  | 97 | -74  | 0   |

|  | Qualifiées pour la Coupe du monde |
|  | Qualifiée pour les repêchages     |

| 14 novembre 1998 | Irlande | 70 - 0 | Géorgie | Dublin Arbitre : Robert Davies |
| 14 novembre 1998 |         |        |         | Dublin Arbitre : Robert Davies |
| 14 novembre 1998 |         |        |         | Dublin Arbitre : Robert Davies |

| 18 novembre | Roumanie | 27 - 23 (3 - 6) | Géorgie | Dublin 2,000 spectateurs Arbitre : J. Kaplan |
| 18 novembre |          |                 |         | Dublin 2,000 spectateurs Arbitre : J. Kaplan |
| 18 novembre |          |                 |         | Dublin 2,000 spectateurs Arbitre : J. Kaplan |

| 21 novembre | Irlande | 53 – 35 (19 - 13) | Roumanie | Dublin 35,000 spectateurs Arbitre : P. Honiss |
| 21 novembre |         |                   |          | Dublin 35,000 spectateurs Arbitre : P. Honiss |
| 21 novembre |         |                   |          | Dublin 35,000 spectateurs Arbitre : P. Honiss |

### Poule 2
Cette poule s'est jouée à Huddersfield en Angleterre.
L'Angleterre et l'Italie sont qualifiées pour la Coupe du monde de rugby 1999 et les Pays-Bas disputent les barrages.
| Rang | Pays       | J | V | N | D | Pm  | Pe  | Diff | Pts |
| ---- | ---------- | - | - | - | - | --- | --- | ---- | --- |
| 1    | Angleterre | 2 | 2 | 0 | 0 | 133 | 15  | +118 | 6   |
| 2    | Italie     | 2 | 1 | 0 | 1 | 82  | 30  | +52  | 3   |
| 3    | Pays-Bas   | 2 | 0 | 0 | 2 | 7   | 177 | -170 | 0   |

|  | Qualifiées pour la Coupe du monde |
|  | Qualifiés pour les repêchages     |

- 14/11/1998 McAlpine Stadium à Huddersfield (Angleterre) : Angleterre 110 - 0 Pays-Bas
- 18/11/1998 McAlpine Stadium à Huddersfield (Angleterre) : Italie 67 - 7 Pays-Bas
- 21/11/1998 McAlpine Stadium à Huddersfield (Angleterre) : Angleterre 23 - 15 Italie

### Poule 3
L'Écosse et l'Espagne sont qualifiées pour la Coupe du monde de rugby 1999 et le Portugal dispute les barrages.
Cette poule a pris place Édimbourg en Écosse.
| Rang | Pays     | J | V | N | D | Pm  | Pe  | Diff | Pts |
| ---- | -------- | - | - | - | - | --- | --- | ---- | --- |
| 1    | Écosse   | 2 | 2 | 0 | 0 | 170 | 14  | +156 | 6   |
| 2    | Espagne  | 2 | 1 | 0 | 1 | 24  | 102 | -78  | 3   |
| 3    | Portugal | 2 | 0 | 0 | 2 | 28  | 106 | -78  | 0   |

|  | Qualifiées pour la Coupe du monde |
|  | Qualifié pour les repêchages      |

- 28/11/1998 Édimbourg (Écosse) : Écosse 85 - 11 Portugal
- 02/12/1998 Édimbourg (Écosse) : Espagne 21 - 17 Portugal
- 05/12/1998 Édimbourg (Écosse) : Écosse 85 - 3 Espagne